# Ministerie van Landbouw, Veeteelt en Visserij
Het ministerie van Landbouw, Veeteelt en Visserij is een ministerie aan de Letitia Vriesdelaan in Paramaribo, Suriname.
Aan het ministerie zijn tientallen instellingen en staatsbedrijven verbonden, waaronder de Centrale voor Vissershavens in Suriname en de Landbouwmaatschappijen Patamacca, Phedra en Victoria. en het is opgericht in 1948.
Naast het ministerie aan de Letitia Vriesdelaan bevindt zich de lokale vestiging van de Inter-American Institute for Cooperation on Agriculture (IICA) van de OAS.